# Панайоту, Никос
Никос Панайоту (греч. Νίκος Παναγιώτου; 16 декабря 1970, Фамагуста, Кипр) — кипрский футболист и футбольный тренер. Бывший вратарь сборной Кипра.

## Биография

### Клубная карьера
На профессиональном уровне дебютировал в сезоне 1987/88 в составе клуба «Анортосис», в котором провёл практически всю игровую карьеру. В составе «Анортосиса» отыграл чуть менее 300 матчей в чемпионате Кипра и забил 1 гол. 5 раз становился чемпионом и трижды обладателем кубка страны. Покинул команду в 2004 году.
Сезон 2004/05 провёл в клубе АЕК Ларнака. Затем перешёл в клуб греческой футбольной лиги «Панахаики», где сыграл 27 матчей и пропустил 25 голов. В 2006 вернулся на Кипр, где провёл сезон в составе «Айя Напы». Завершил карьеру в 2007 году.

### Карьера в сборной
За сборную Кипра дебютировал 9 марта 1994 года в товарищеском матче со сборной Эстонии (2:0), в котором был заменён на 75-й минуте. В составе сборной принимал участие в трёх отборочных циклах чемпионатов Европы и трёх — чемпионатов мира. С 1999 года был капитаном национальной команды.
Последний матч за сборную Кипра сыграл 3 января 2006 года против Армении в рамках Кубка Кипрской футбольной ассоциации. Всего за сборную Кипра провёл 76 матчей.

### Тренерская карьера
В 2009 году стал главным тренером клуба второго дивизиона АСИЛ, но проработал там недолго. В том же году перешёл на должность тренера юношеских команд «Анортосиса». С 2011 по 2013 год возглавлял юношескую сборную Кипра до 17 лет. В 2012 году был назначен главным тренером клуба «Эрмис», который вывел в высший дивизион. В 2014 году перешёл в «Неа Саламина», но в 2015 вновь возглавил «Эрмис». Зимой 2018 года стал главным тренером клуба «Арис» (Лимасол), но не смог спасти команду от выбывания из высшей лиги. Затем вновь тренировал «Эрмис» (вышел в высшую лигу) и АСИЛ (вылетел из второго дивизиона), а с ноября 2022 по март 2023 года возглавлял команду второго дивизиона «Красава Эни Ипсонас».

## Достижения
«Анортосис» (игрок)
- Чемпион Кипра (5): 1994/95, 1996/97, 1997/98, 1998/99, 1999/2000
- Обладатель Кубка Кипра (3): 1997/1998, 2001/02, 2002/03

«Эрмис» (тренер)
- 3-е (2012/13) и 2-е (2019/20) место во втором дивизионе (оба раза — выход в высший дивизион)

## Личная жизнь
Его сын Кириакос (р. 1995) также занимался футболом. С 2016 по 2017 год был в расположении клуба «Анортосис», но в высшей лиге так и не сыграл.
Двоюродный брат — Михалис Михалис, работал таксистом, известен как фанат «Анортосиса», регулярно участвовавший в зарубежных поездках команды.